# Михайловськ (Гомельська область)
Михайловськ (біл. Міхайлаўск) — селище в Шарпиловській сільській раді Гомельського району Гомельської області Республіки Білорусь.

## Географія

### Розташування

Будинок на одній із вулиць Михайловська

29 км на південний захід від Гомеля.

## Гідрографія

Озеро поблизу Михайловська

Навколо меліоративні канали, з'єднані з річкою Дніпро.

## Транспортна мережа
Транспортний зв'язок степовою, а потім автомобільною дорогою Нова Гута — Гомель. Планування складається з дугоподібної, майже меридіональної вулиці. Забудова дерев'яна, садибного типу.

## Історія
Засноване на початку XX століття переселенцями із сусідніх сіл. У 1926 році в Об'єднано-селищній сільраді Дятловицького району Гомельського округу. У 1930 році організовано колгосп «Іскра Ілліча», працювали 2 кузні. У 1959 році у складі радгоспу «Межиріччя» (центр — село Шарпиловка).

## Література

Будинок на одній із вулиць Михайлівська

Озеро поблизу Михайлівська

## Населення

### Чисельність
- 2009 — 32 мешканці.